# Церква Святого Миколая (Сокирниця)
Церква Святого Миколи Чудотворця — дерев'яна церква, яка знаходиться у селі Сокирниця, Хустського району, Закарпатської області, пам'ятка архітектури національного значення (№ 227).

## Архітектура
Церква Святого Миколи Чудотворця — справжній шедевр дерев'яної сакральної архітектури, яку називають Мармароською готикою, або дерев"яною готикою Потисся. Джерела вказують, що цей храм первісно було збудовано у селі Шарвар (сьогодні — село Тросник у Виноградівському районі) на початку XVII століття. Тоді ж храм було перебудовано, над бабинцем піднялася нова висока башта, увінчана високим шпилем з чотирма фіалами по кутках, а поряд з церквою — дзвіниця, яка розташована окремо і форми якої нагадують про бойківську архітектуру. Висока вежа трохи звужується догори і завершується арками голосниць. З чотирисхилого шатра виростають чотири малі вежки і високий шпиль. На головному фасаді — закритий ґанок з прорізами трикутних вікон і вхідного порталу. Одвірок бабинця обрамлено смугами «мотузкового» орнаменту, колами, заповненими різьбленням, розетками з шестилисниками. Неповторне враження роблять могутні стіни зрубів, складені з величезних тесаних колод. Поблизу кутових замків, майже в кожному брусі просвердлено отвори діаметром 3 см, а в отвори вбито кілки. Можливо, це спосіб запобігання деформації зрубів.

## Історія
Миколаївську церкву датують 1704 роком. Про історичну цінність храму свідчить напис на зовнішньому боці церкви: «Тут у 1707 році представилась матушка Марія…». Під кінець Другої світової війни храм було закрито, більшість ікон пропала. Вціліли тільки два образи Богородиці та ікона св. Миколи. Також вдаломь зберегти обрамлення намісних ікон XVIII сторіччя, царські врата, свічники, кивот. Служіння в храмі відновилися лише в 1990 році, коли місцеві жителі взялися його дещо облагородити. А припинилися — в 1997-му, коли поряд з пам'яткою було збудовано новий греко-католицький храм.
В радянські часи церква охоронялась як пам'ятка архітектури Української РСР (№ 227). В 2018 році церква визнана об'єктом культурної спадщини національного значення, який внесено до Державного реєстру нерухомих пам'яток України (№ 070046).

## Галерея

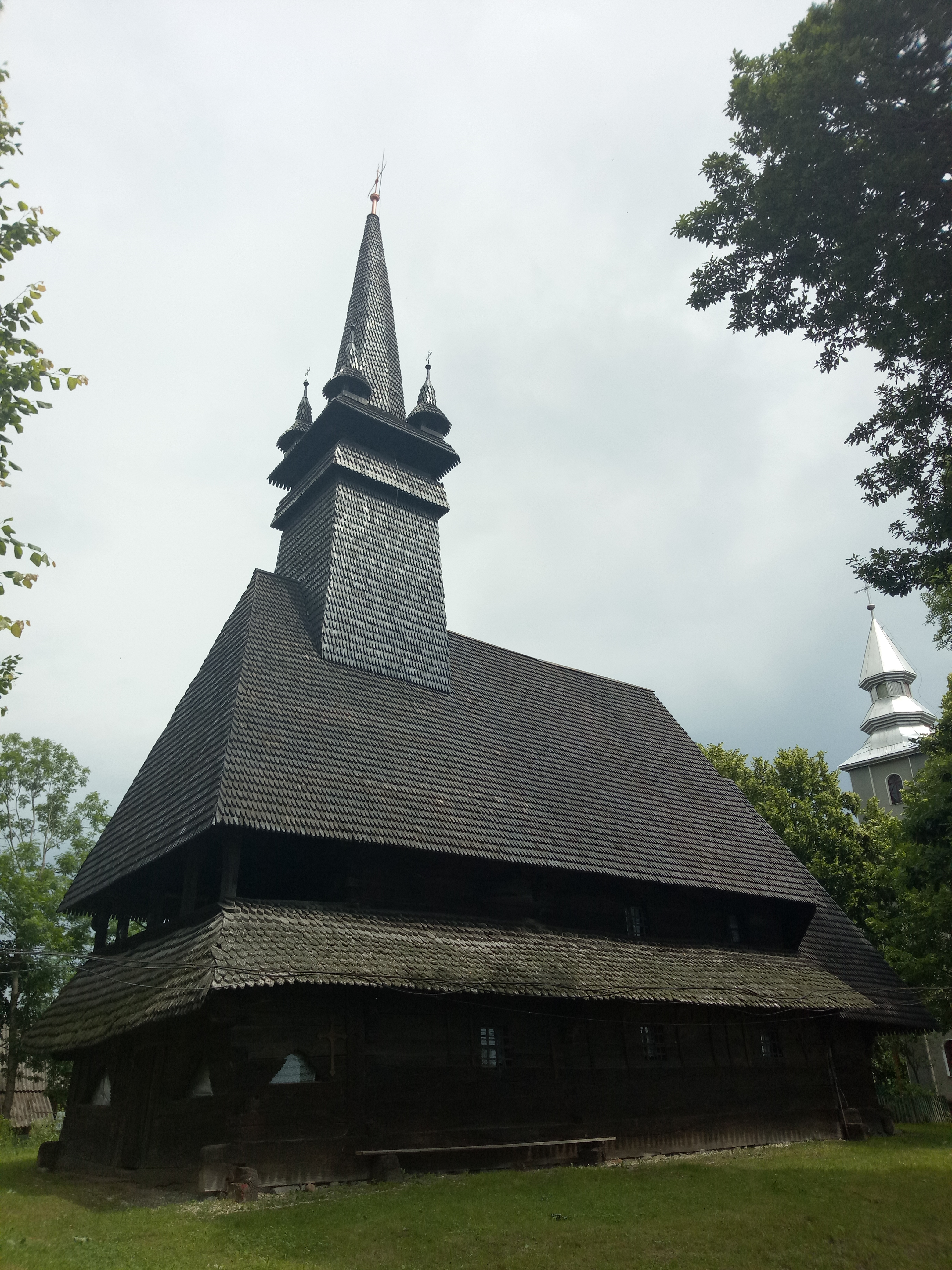
Церква в с. Сокирниця
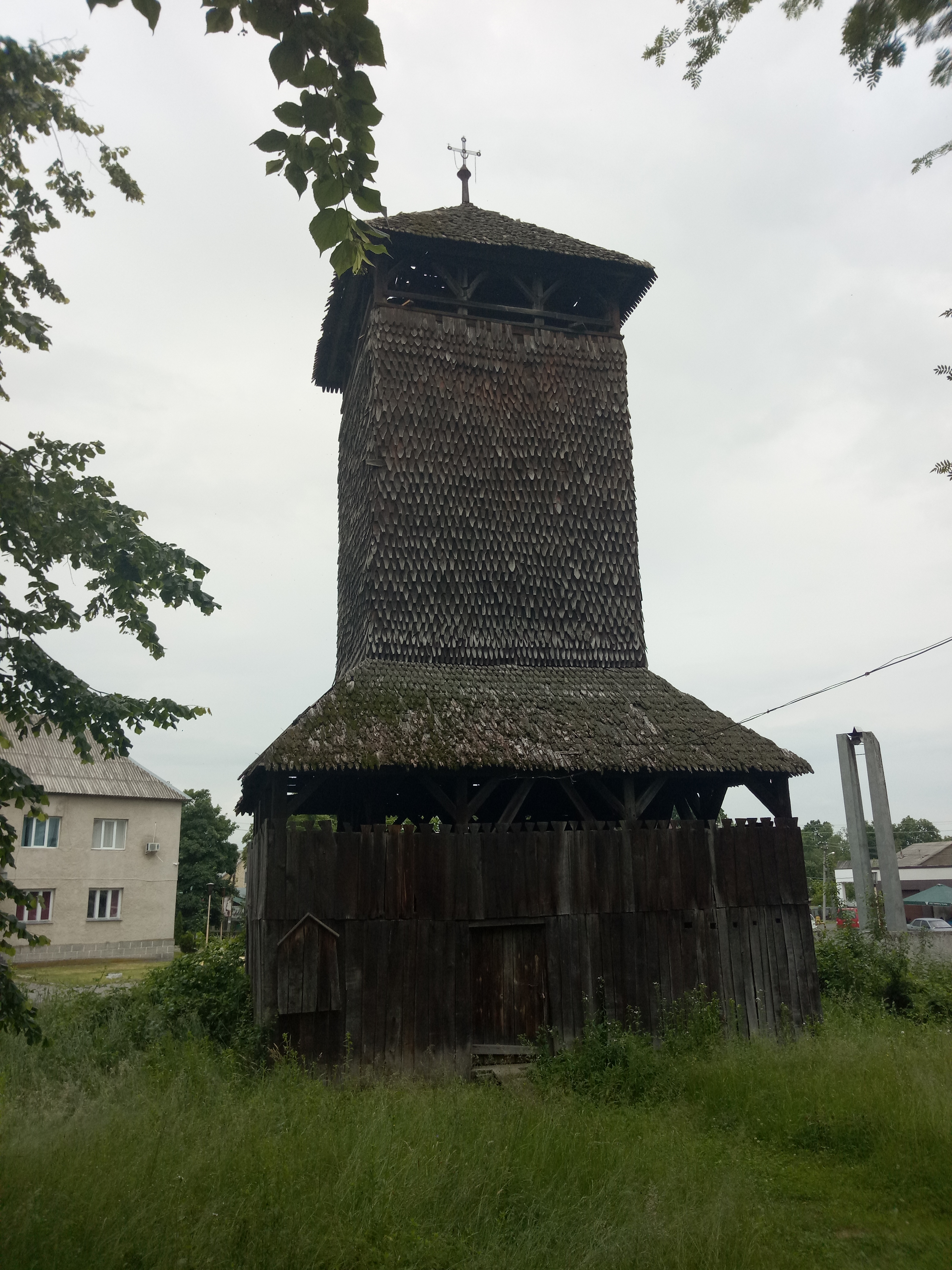
Дзвіниця церкви св. Миколая Чудотворця
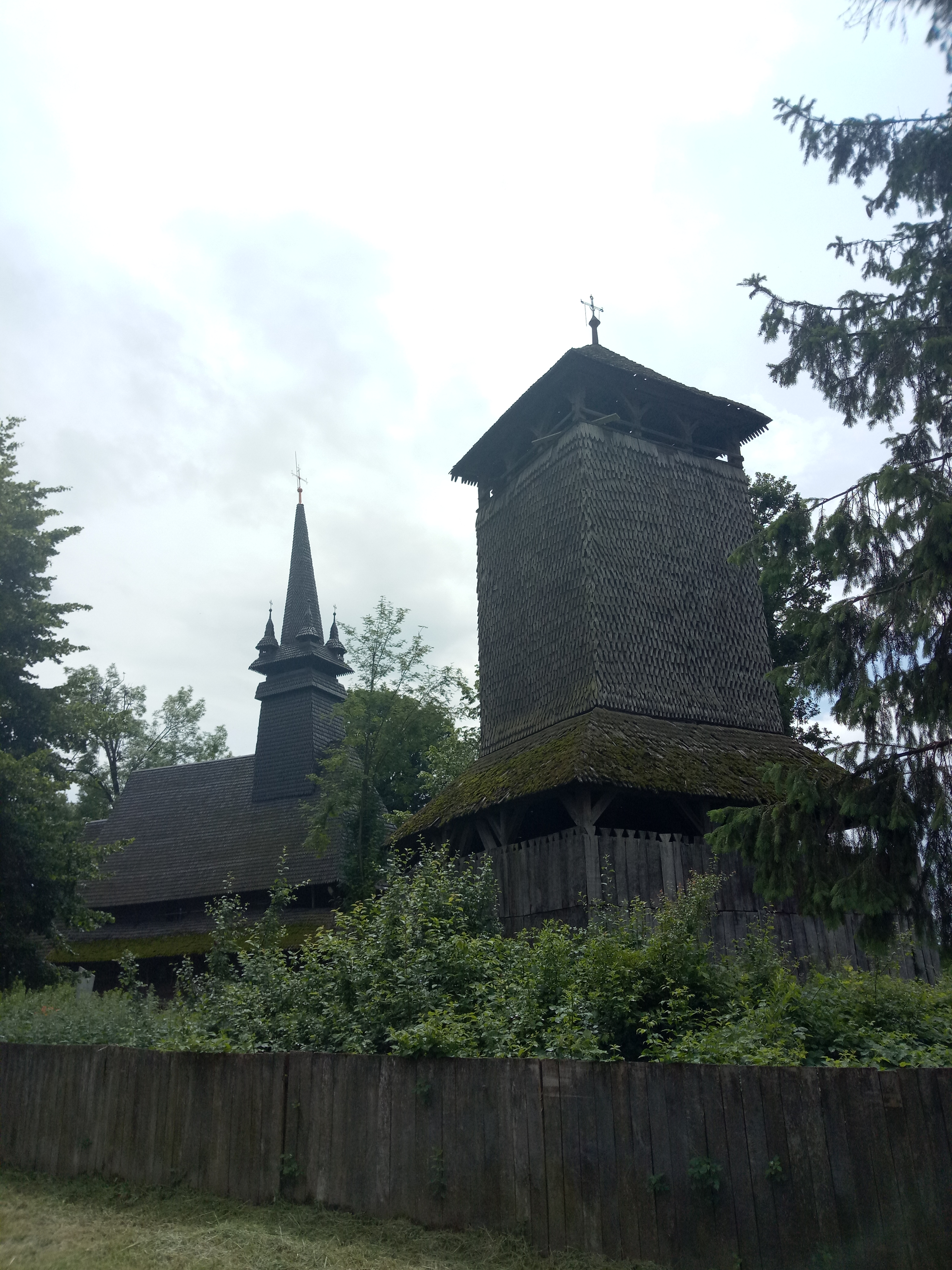
Церква Сокирниця і дзвіниця
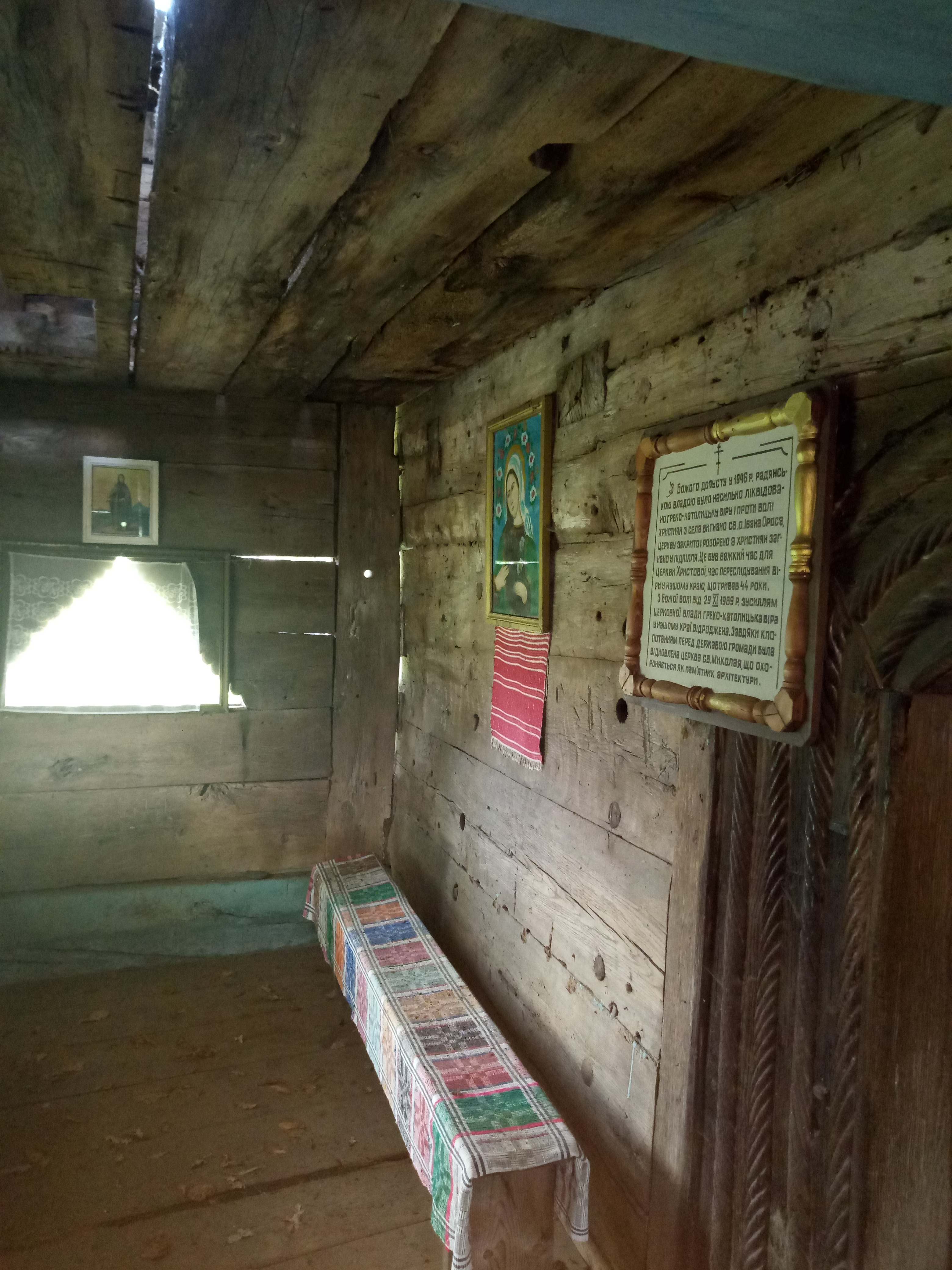
Церква Сокирниця ґанок
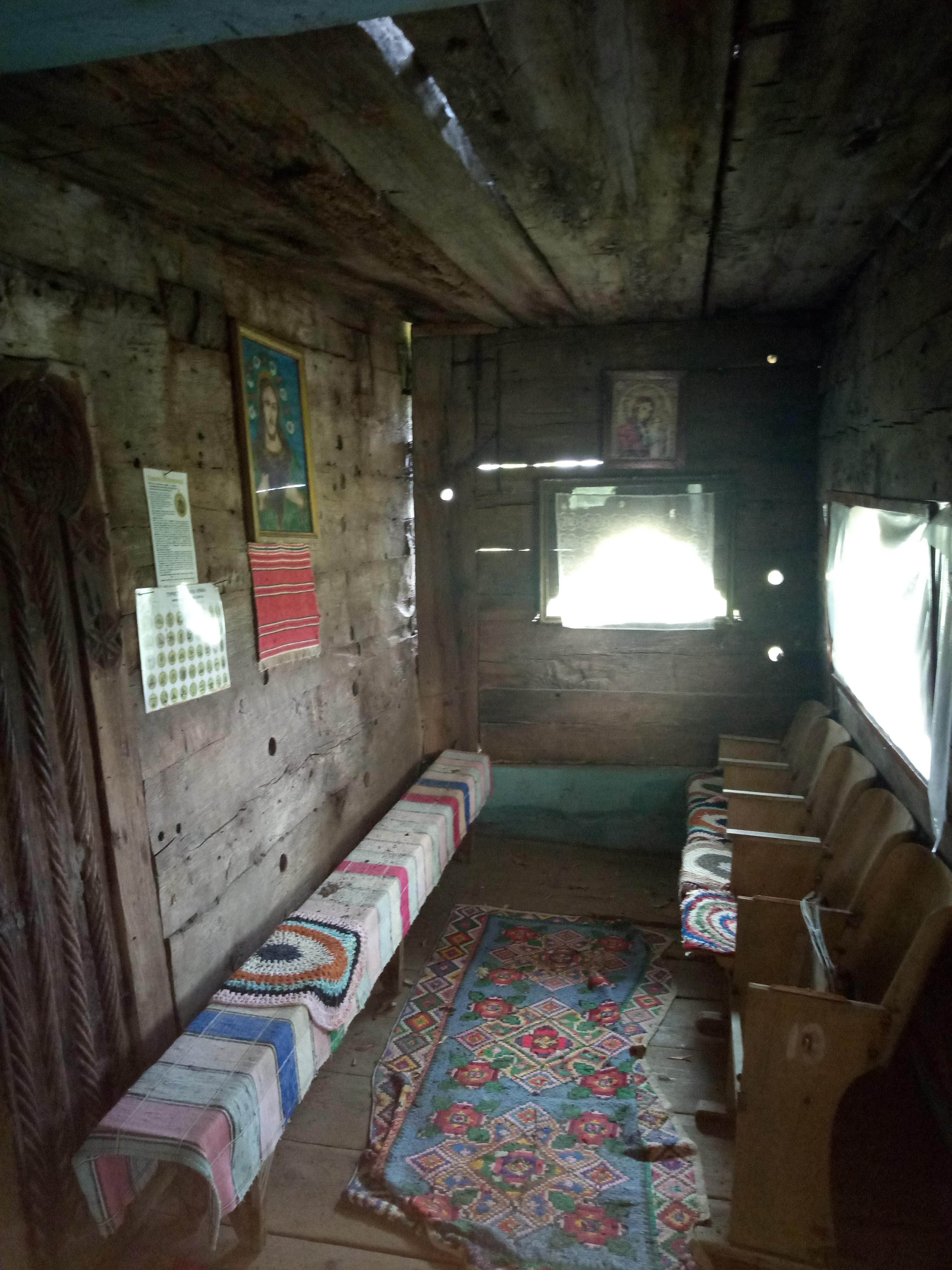
Церква в с. Сокирниця ґанок
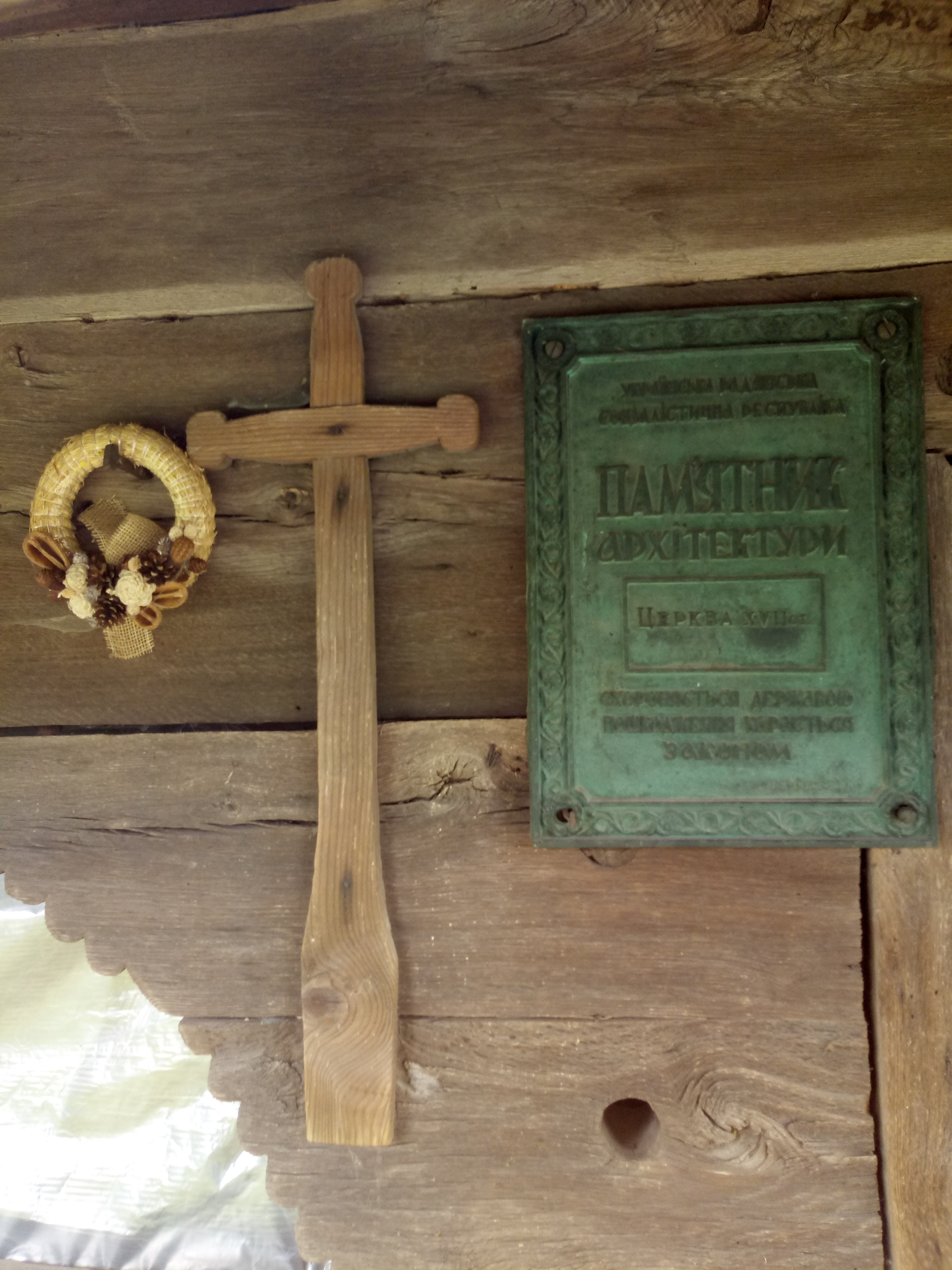
Обереги церкви
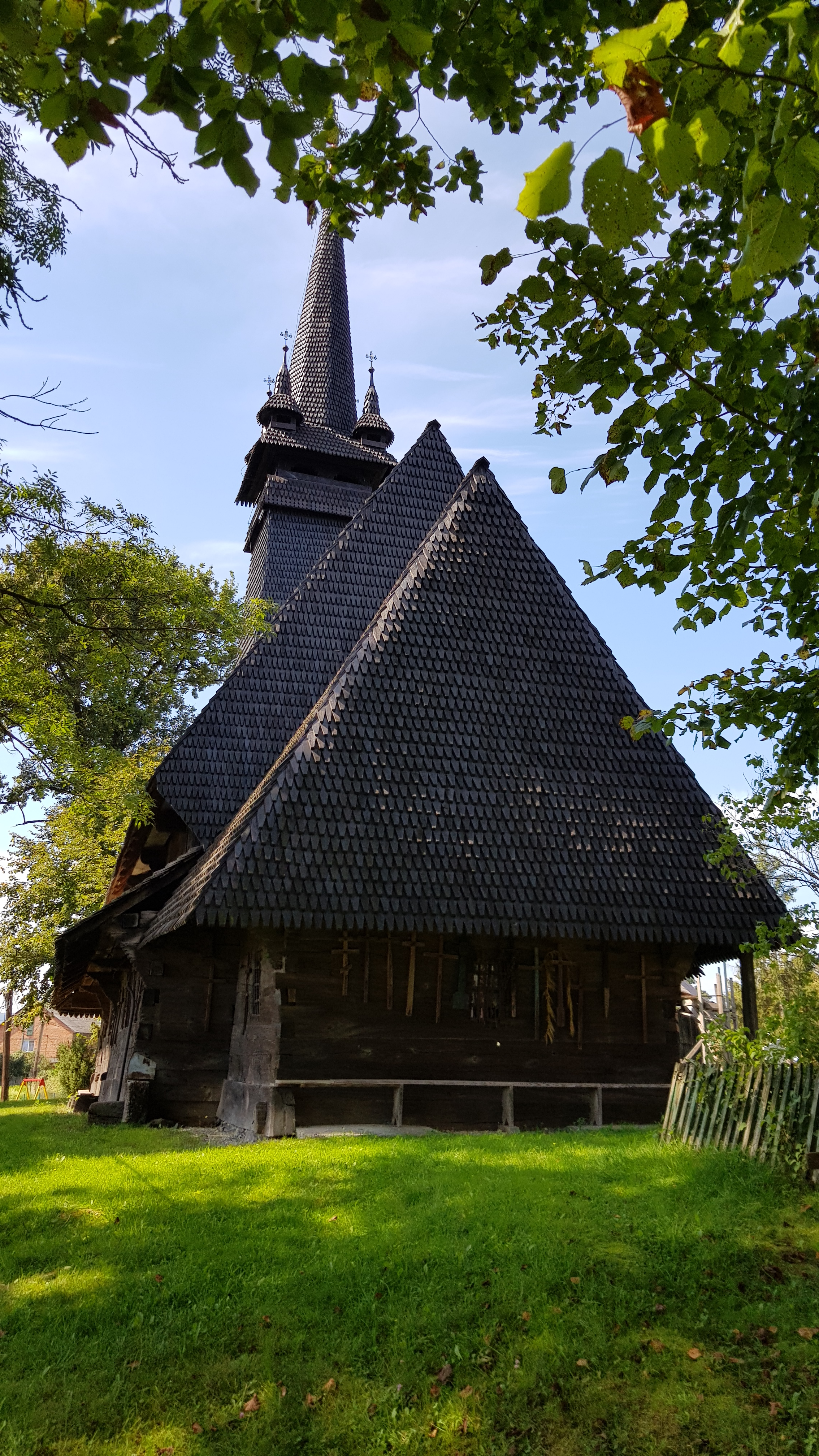
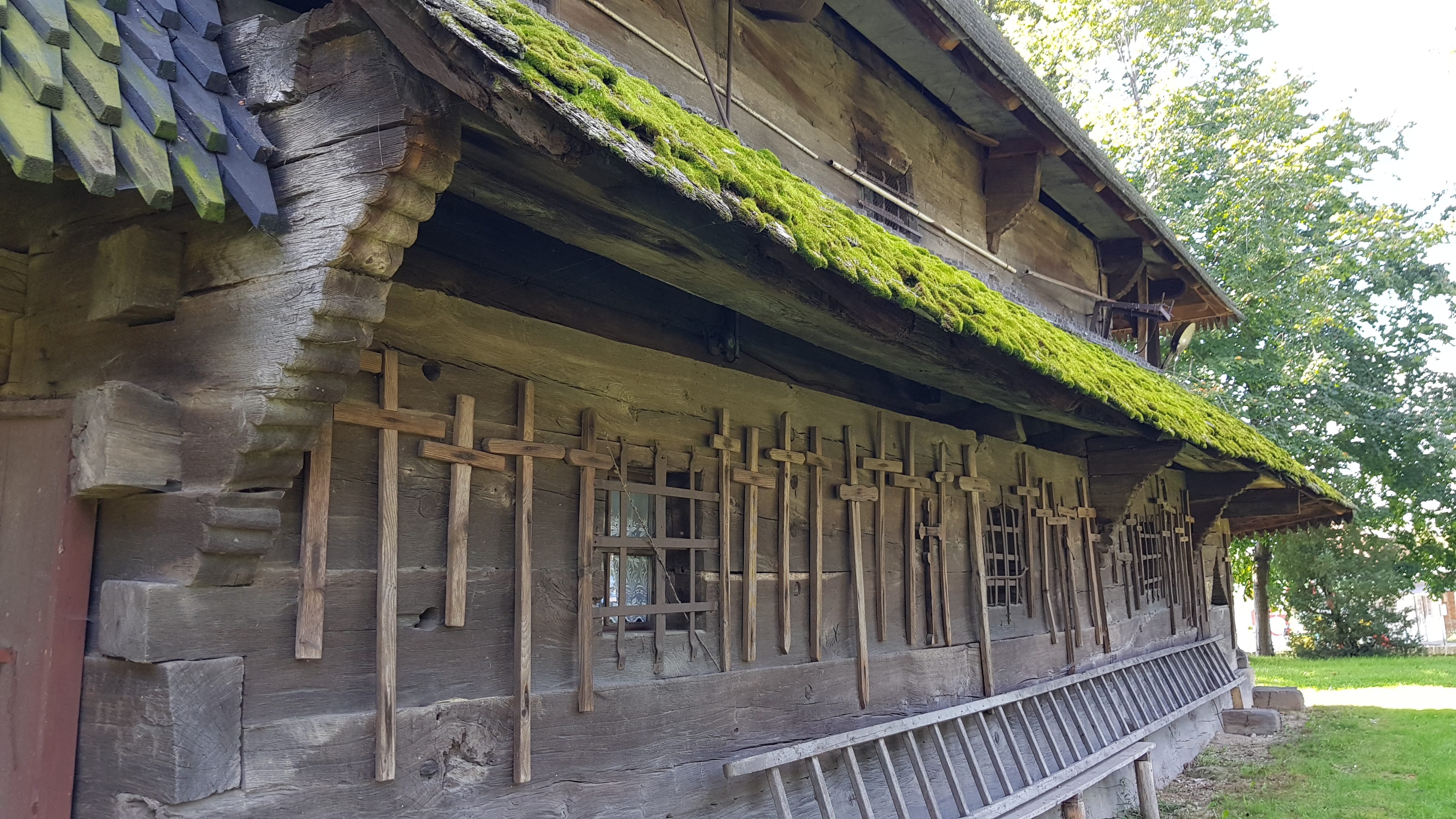
Хрести на стінах церкви
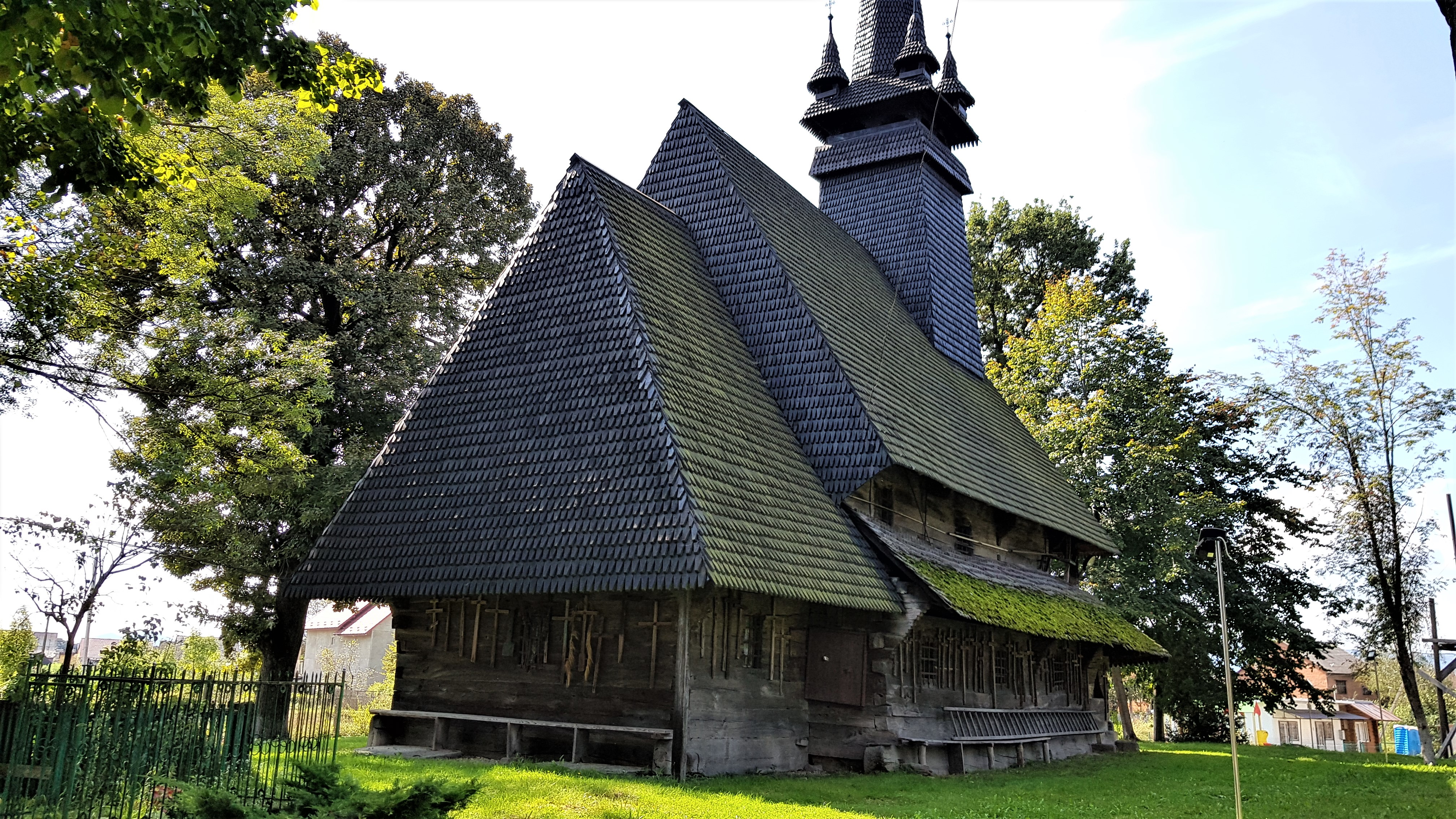
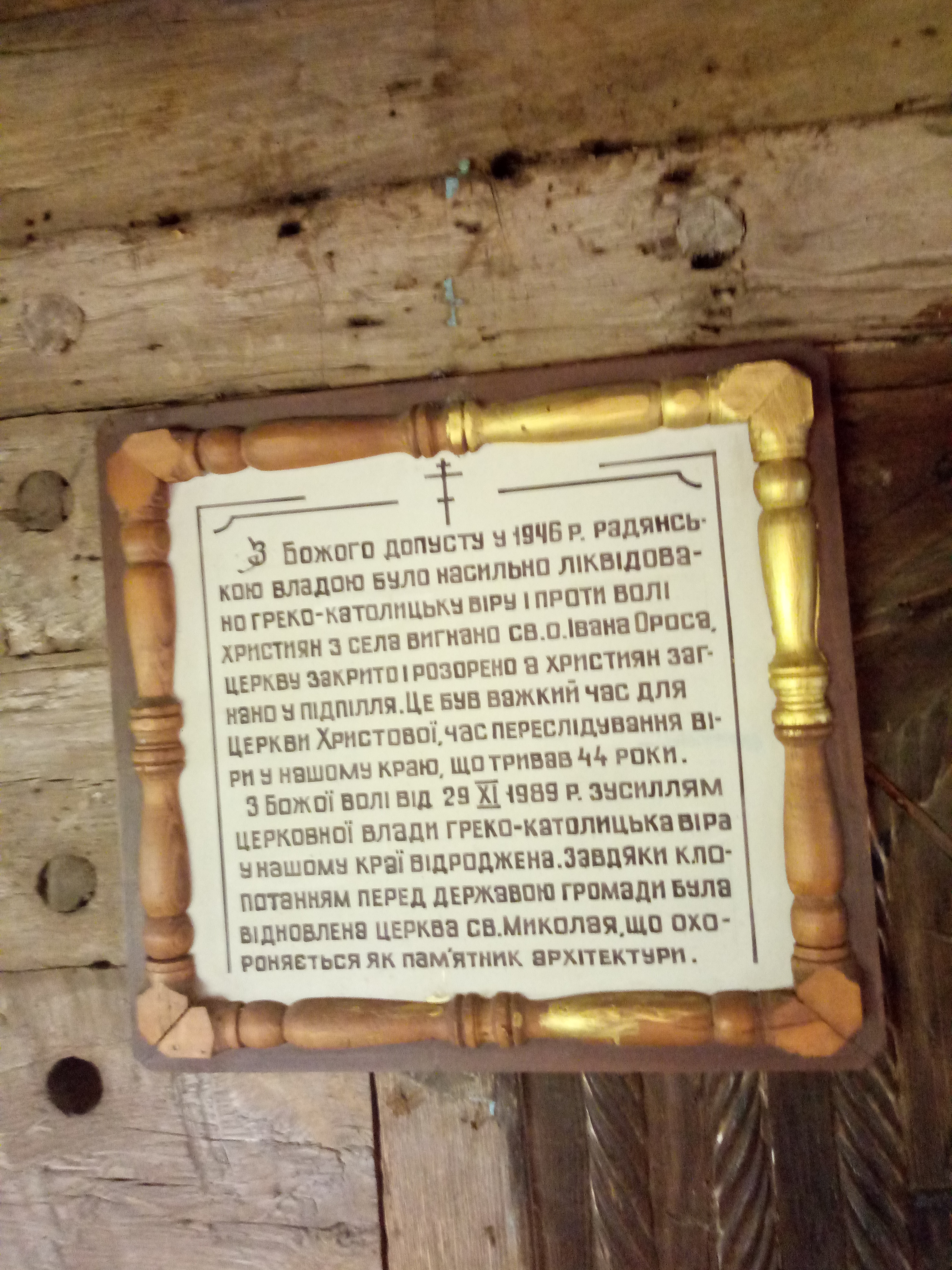
Фото таблички на церкві в с. Сокирниця
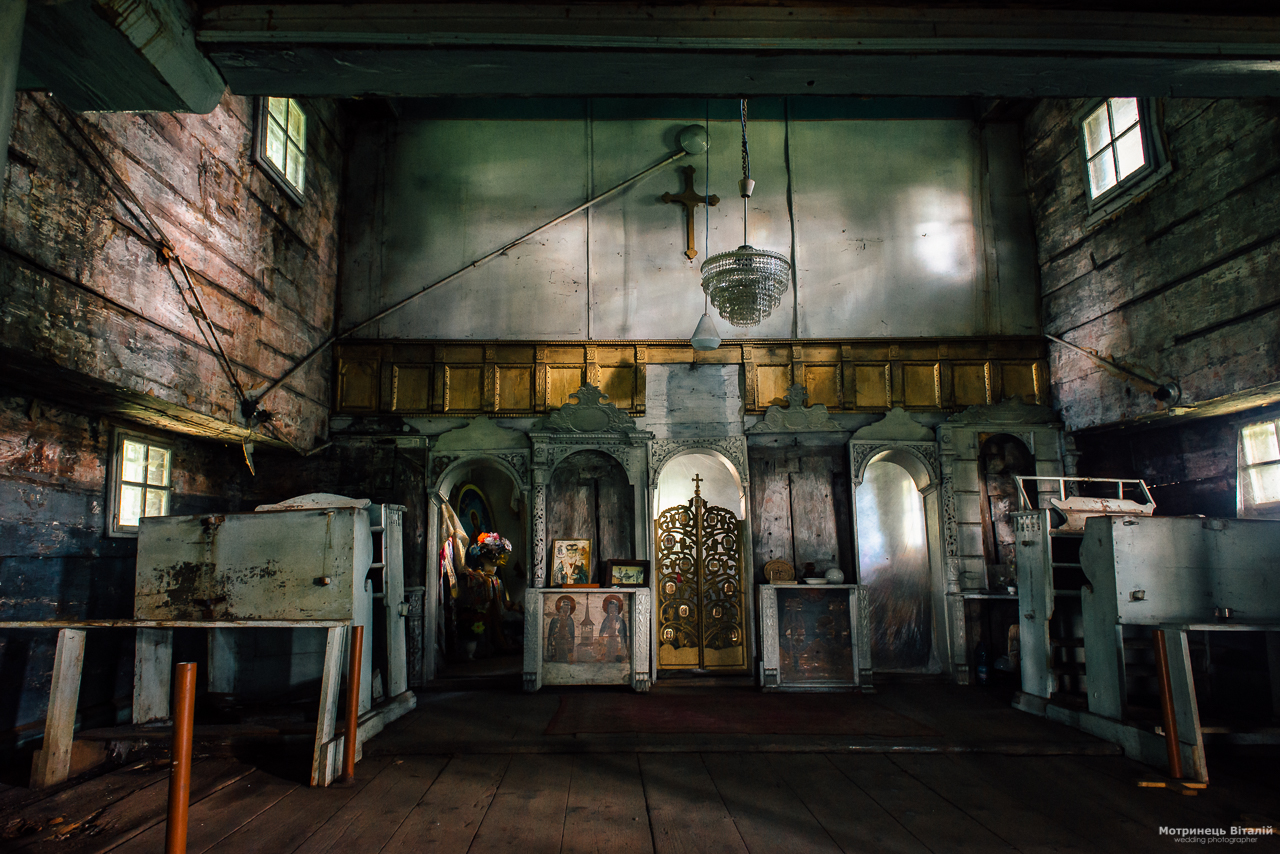
Інтер'єр церкви